# Nagari Sungai Nanam
Nagari Sungai Nanam is een bestuurslaag in het regentschap Solok van de provincie West-Sumatra, Indonesië. Nagari Sungai Nanam telt 18.710 inwoners (volkstelling 2010).